# Overdrive (videojuego de 1993)
Overdrive es un videojuego de carreras de 1993 desarrollado por Psionic Systems y publicado por Team17 para Amiga y MS-DOS.

## Jugabilidad
Este es un juego de carreras de arriba hacia abajo similar a Micro Machines en el que el jugador puede controlar 4x4, buggies, superdeportivos y autos de GP, etc.
Compite alrededor de 20 circuitos agotadores en cinco terrenos diferentes. Presenta gráficos en color excelentes, desplazamiento rápido y supersuave con soporte para 2 jugadores.

## Recepción
Amiga Action le dio al juego una puntuación del 83% al afirmar que "Overdrive es un excelente juego de carreras. La acción rápida y la variación son los ingredientes clave para un juego de este tipo y Overdrive fluye literalmente con ellos".